# Fetlar
Fetlar a skóciai Shetlandhoz tartozó Észak-szigetek három nagy szigetének egyike. 38 km²-es területével a szigetcsoport negyedik legnagyobb szigete.

## Földrajz
Fetlaron fészkel az Egyesült Királyság egyik legritkább fészkelő madara, a vékonycsőrű víztaposó. Az itt költő 30-40 pár az ország teljes állományának mintegy 90%-át jelenti. Ezen kívül mintegy 80 pár kis póling is fészkel itt. 1967 és 1975 között itt költött az ország egyetlen hóbagoly-párja is.

## Történelem
A sziget legalább 5000 éve lakott. A kőkorszak emberei után a piktek éltek itt. A vikingek 1200 éve hódították meg. A 19. századi bekerítések során egész településeket ürítettek ki, hogy területükön legelőket alakítsanak ki.

## Külső hivatkozások
- Fetlar – Visit Shetland (angolul)